# Schwarzer Mann
De Schwarzer Mann is met zijn 697,3 m de hoogste heuvel in de Schneifel in Rijnland-Palts (Duitsland) en de derde hoogste van het Eifelgebergte.
Deze heuvel bevindt zich in het westen van de Eifel, dicht tegen de Belgische grens in het Natuurpark Hoge Venen-Eifel tussen Prüm en Bleialf. Over de top en over de gehele heuvelrug van de Schneifel loopt de landweg L 20, die in het noordoosten de B 265 kruist, en in zuidwestelijke richting over de heuvel richting Brandscheid verloopt.
Zowel de Schneifel alsook de Schwarzer Mann zijn overwegend met sparren begroeid. Men kan hier nog zeldzame planten- en diersoorten aantreffen (bv. de Europese wilde kat).